# КК Младост Чачак
КК Младост Чачак је српски кошаркашки клуб из Чачка. У сезони 2016/17. такмиче се у Другој мушкој регионалној лиги Запад.

## Историја
Кошаркашки клуб Младост основан је 6. фебруара 1995. године. Ступањем на снагу закона о регистрацији спортских клубова стекли су се услови да се оснује клуб који је проистекао из школе кошарке Чачак, која је са радом почела 1991. године. Оснивачка скупштина кошаркашког клуба YU-32 (сада Младост) је одржана 6. фебруара 1995. године. После петогодишњег успешног рада школе кошарке Чачак, стекли су се услови за оснивање клуба, са основим циљем да се унапреди омасовљени рад.

## Познатији играчи
- Саша Аврамовић
- Милош Јанковић
- Ђорђе Мајсторовић
- Петар Ракићевић
- Немања Тодоровић
- Алекса Аврамовић